# USL W-League
Die USL W-League war die zweithöchste Spielklasse im US-amerikanischen und kanadischen Frauenfußball. Sie verstand sich als Spielerentwicklungsliga und existierte von 1995 bis 2015.

## Geschichte
Die W-League wurde 1995 als United States Interregional Women’s League gegründet und umfasste in der Regel 18 Mannschaften und unterstand der Verwaltung der United Soccer Leagues. Ab 1998 gab es auch eine W-2-League. Da 2001 mit der neu gegründeten professionellen Women’s United Soccer Association (WUSA) und der W-League bereits zwei verschiedene Ligen bestanden (mit der W-2-League in diesem Jahr sogar drei), wurde ab 2002 auf die W-2-League verzichtet. Da die WUSA jedoch komplett andere Teams enthielt, sozusagen ihr eigenes System bildete und schon 2003 zu ihrem Ende kam, blieb die W-League weiterhin erstklassig, bis sie 2009 von der Women’s Professional Soccer als höchste Spielklasse abgelöst wurde. 2013 folgte dieser die National Women’s Soccer League, die sich seitdem über der zweitklassigen W-League befand. 
Auch wenn einige Teams in den Anfangsjahren bessere Amateurteams waren, brachte die Liga für nationale und internationale Spielerinnen eine professionelle Basis. Zu den bekanntesten europäischen Spielerinnen, die in der W-League gespielt haben, zählen Laura Österberg Kalmari aus Finnland sowie Kelly Smith aus England. Zwischen 1995 und 1997 wurden die teilnehmenden Mannschaften in regionale Gruppen aufgeteilt. 1998 wurde die Liga nach sportlichen Gesichtspunkten in eine W-1- und eine W-2-Division eingeteilt. Nach der Debütsaison der WUSA 2001 wurde dies rückgängig gemacht. Rekordmeister der Liga waren die Pali Blues aus Los Angeles mit vier Meisterschaften. Letzter Meister wurden im Spieljahr 2015 die Washington Spirit Reserves. Viele Franchises der W-League waren nach Männermannschaften benannt. Beispiele hierfür waren die Atlanta Silverbacks Women oder die Seattle Sounders Women, deren Männermannschaften in den professionellen Ligen des Landes spielten. Zwischen 1995 und 2015 kamen insgesamt 127 verschiedene Damenmannschaft in der Liga zum Einsatz, von denen aktuell (Stand: Frühjahr 2016) noch lediglich 23 existieren.

## Modus 2012

### Regular Season
In der Regular Season spielte jede Mannschaft eine Doppelrunde gegen jede andere Mannschaft der eigenen Division.

### Playoffs
- Eastern Conference: Die besten vier Teams qualifizierten sich für die Playoffs, wo im Halbfinale und Finale ein Sieger ermittelt wurde.
- Central Conference: Die Teams auf den Plätzen 2 bis 5 ermittelten im Halbfinale und Finale einen Sieger.
- Western Conference: Die besten beiden Teams spielten in einem Finale den Conference-Sieger aus.

Die Sieger der Conference-Finale und der Sieger der Central-Conference spielten mit Halbfinale und Finale den Sieger aus.

## Mannschaften im Spieljahr 2015
| Mannschaft                 | Land                    | Stadt                      | Stadion                                 | Gegründet               | Trainer                 |
| Northeastern Conference    | Northeastern Conference | Northeastern Conference    | Northeastern Conference                 | Northeastern Conference | Northeastern Conference |
| -------------------------- | ----------------------- | -------------------------- | --------------------------------------- | ----------------------- | ----------------------- |
| Comètes de Laval           | Kanada                  | Laval, Québec              | Centre Sportif Bois-de-Boulogne         | 2006                    | Cindy Walsh             |
| Long Island Rough Riders   | Vereinigte Staaten      | South Huntington, New York | Cy Donnelly Stadium                     | 1995                    | Steve Cadet             |
| New Jersey Wildcats        | Vereinigte Staaten      | West Windsor, New Jersey   | Mercer County Community College Stadium | 1996                    | Kevin McDermott         |
| New York Magic             | Vereinigte Staaten      | Brooklyn, New York         | Old Boys High School Field              | 1997                    | Nino DePasquale         |
| North Jersey Valkyries     | Vereinigte Staaten      | Wayne, New Jersey          | DePaul Catholic High School             | 2009                    | Mark White              |
| Québec Dynamo ARSQ         | Kanada                  | Québec, Québec             | Collège François-Xavier-Garneau         | 2014                    | TBD                     |
| Southeastern Conference    |                         |                            |                                         |                         |                         |
| Atlanta Silverbacks Women  | Vereinigte Staaten      | Chamblee, Georgia          | Atlanta Silverbacks Park                | 1998                    | Chris Adams             |
| Braddock Road Stars Elite  | Vereinigte Staaten      | Fairfax, Virginia          | Samuel J. Coffey Stadium                | 2014                    | Larry Best              |
| Carolina Elite Cobras      | Vereinigte Staaten      | Greenville, South Carolina | MESA Soccer Complex                     | 2010                    | Sandy Burris            |
| Charlotte Lady Eagles      | Vereinigte Staaten      | Charlotte, North Carolina  | Dickson Field                           | 2003                    | Lee Horton              |
| Dayton Dutch Lions FC      | Vereinigte Staaten      | West Carrollton, Ohio      | DOC Stadium                             | 2011                    | Gavin MacLeod           |
| Washington Spirit Reserves | Vereinigte Staaten      | Washington, D.C.           | Maryland SoccerPlex                     | 2013                    | German Peri             |
| Western Conference         |                         |                            |                                         |                         |                         |
| Arizona Strikers FC        | Vereinigte Staaten      | Yuma, Arizona              | Desert Sun Stadium                      | 2013                    | Manny Arias             |
| Colorado Pride             | Vereinigte Staaten      | Colorado Springs, Colorado | Washburn Field                          | 2013                    | Sian Hudson             |
| Colorado Storm             | Vereinigte Staaten      | Parker, Colorado           | Legend High School                      | 2014                    | Mike Haas               |
| Colorado Rush Women        | Vereinigte Staaten      | Arvada, Colorado           | North Area Athletic Complex             | 2010                    | Erik Busshey            |
| Santa Clarita Blue Heat    | Vereinigte Staaten      | Santa Clarita, Kalifornien | Valencia High School                    | 2008                    | Cesar Pitacio           |
| Seattle Sounders Women     | Vereinigte Staaten      | Tukwila, Washington        | Starfire Sports Complex                 | 2001                    | Hubert Busby, Jr.       |

## Bisherige Meister
| Saison | Meister                    | Vizemeister                   | Ergebnis             |
| ------ | -------------------------- | ----------------------------- | -------------------- |
| 1995   | Long Island Lady Riders    | Southern California Nitemares | 3:0                  |
| 1996   | Maryland Pride             | Dallas Lightning              | 3:0                  |
| 1997   | Long Island Lady Riders    | Chicago Cobras                | 2:1 n. V.            |
| 1998   | Raleigh Wings              | Boston Renegades              | 4:3                  |
| 1999   | Raleigh Wings              | Chicago Cobras                | 3:2 n. V.            |
| 2000   | Chicago Cobras             | Raleigh Wings                 | 1:1 n. V., 4:2 n. E. |
| 2001   | Boston Renegades           | Vancouver Whitecaps           | 5:1                  |
| 2002   | Boston Renegades           | Charlotte Lady Eagles         | 3:0                  |
| 2003   | Hampton Roads Piranhas     | Chicago Cobras                | 1:0                  |
| 2004   | Vancouver Whitecaps        | New Jersey Wildcats           | 0:0 n. V., 4:2 i. E. |
| 2005   | New Jersey Wildcats        | Ottawa Fury Women             | 3:0                  |
| 2006   | Vancouver Whitecaps        | Ottawa Fury Women             | 3:0                  |
| 2007   | Washington Freedom         | Atlanta Silverbacks Women     | 3:1                  |
| 2008   | Pali Blues                 | FC Indiana                    | 2:1                  |
| 2009   | Pali Blues                 | Washington Freedom            | 2:1                  |
| 2010   | Buffalo Flash              | Vancouver Whitecaps           | 3:1                  |
| 2011   | Atlanta Silverbacks Women  | Ottawa Fury Women             | 6:1                  |
| 2012   | Ottawa Fury Women          | Pali Blues                    | 1:1 n. V., 4:3 i. E. |
| 2013   | Pali Blues                 | Laval Comets                  | 1:0                  |
| 2014   | Los Angeles Blues          | Washington Spirit Reserves    | 6:1                  |
| 2015   | Washington Spirit Reserves | Colorado Pride                | 2:1                  |

### Meister der W-2
| Saison | Meister               | Vizemeister            | Ergebnis |
| ------ | --------------------- | ---------------------- | -------- |
| 1998   | Fort Collins Force    | Hampton Roads Piranhas | 3:1      |
| 1999   | North Texas FC        | Springfield Sirens     | 5:1      |
| 2000   | Springfield Sirens    | Charlotte Lady Eagles  | 2:1      |
| 2001   | Charlotte Lady Eagles | Memphis FC             | 3:1      |